# Mansfield Wrotto
Mansfield Chell Wrotto Jr. (12 ottobre 1984) è un ex giocatore di football americano liberiano che ha militato nel ruolo di guardia nella National Football League.

## Carriera

### Seattle Seahawks
Al college Wrotto giocò a football a Georgia Tech. Fu selezionato dai Seattle Seahawks nel corso del quarto giro (124º assoluto) del Draft NFL 2007. Fu il primo giocatore scelto da Georgia Tech da Seattle nel draft da Charlie Rogers nel 1999. Anche se al college aveva giocato nel ruolo di offensive tackle in college, con i Seahawks passò a giocare come guardia.
Fu svincolato il 28 settembre 2010.

### Buffalo Bills
Wrotto firmò con la squadra di allenamento dei Buffalo Bills il 1 ottobre 2010 e fu promosso nel roster attivo tre giorni dopo.

### Chicago Bears
Wrotto firmò con i Chicago Bears il 27 dicembre 2011. Fu svincolato il 14 giugno 2012.